# Anthocharis cardamines phoenissa
Anthocharis cardamines phoenissa é uma subespécie da borboleta ponta laranja encontrada principalmente no Médio Oriente. "Das formas locais, há que mencionar phoenissa Kalrhh, da Síria, como ab. turritis, mas com uma cor branca mais pura por baixo."